# District de Haveri
Le district de Haveri est un district de l'état du Karnataka, en Inde,

## Géographie
Au recensement de 2001, sa population compte 1 467 000 habitants.
Son chef-lieu est la ville de Haveri. 